# Ghada Abdel Aal
Ghada Abdel Aal (El-Mahalla El-Kubra, 1978) è una scrittrice egiziana.
Di professione farmacista, ha creato un blog in lingua araba chiamato Voglio sposarmi, che ha ottenuto un tale successo di pubblico da spingere l'importante casa editrice Dar El Shorouk a chiederle di adattarne i contenuti per un libro. Ghada Abdel Aal appartiene alla generazione di scrittori-blogger (Ahmed Nagi, Maya Zankoul) che sempre più si stanno ritagliando un loro spazio all'interno del panorama letterario arabo contemporaneo, ancora piuttosto tradizionalista e conservatore. Nel 2012 partecipa al festival letterario internazionale "Incroci di Civiltà"..

## Opere
- Che il velo sia da sposa! (Epoché, 2009)
- Che il velo sia da sposa! Audiolibro lettura di Eleonora Calamita (  il Narratore., 2020)